# Età del consenso
| 12 13 14 15 16 17 18 19 | pubertà varia a seconda dello Stato/provincia/regione/territorio devono essere coniugati nessuna legge dati non disponibili |

Mappa dell'età del consenso legale per il sesso nei vari Paesi del mondo:

In diritto è chiamata età del consenso l'età a cui una persona è considerata capace di dare un consenso informato ai rapporti sessuali (questo senza contare la possibile frequentazione prima dei o esente dai suddetti). Non va confusa con la maggiore età e neanche con l'età minima richiesta per contrarre matrimonio (la media mondiale di queste ultime due è 18 anni, ma, in modo simile all'età del consenso, possono variare in altri Stati e Paesi). In Italia l'età del consenso è fissata a 14 anni, ma si alza a 16 nel caso di eccezioni spiegate più avanti.
L'età del consenso varia da Stato a Stato; la media mondiale è di 16 anni, con punte verso il basso di 13 e verso l'alto di 19 e persino 20-21, ma in molti Stati l'età varia se c'è poca differenza di età tra i partner. In alcuni Stati il concetto legale di "età del consenso" è del tutto assente e ci sono Stati dove l'età del consenso è differente a seconda che si parli di rapporti eterosessuali oppure omosessuali. In altri si tiene conto della manifestazione dei caratteri primaria e secondaria.

## Legislazioni locali sull'età del consenso

### Europa

#### Francia
In Francia, fra il 1977 e il 1979, all'epoca in cui nel Parlamento francese era in discussione la riforma del Codice penale, numerosi intellettuali francesi si schierarono a favore dell'abolizione della legge sull'età del consenso. Nel 1977, molti filosofi e pensatori, tra i quali Jean-Paul Sartre, Michel Foucault, Jacques Derrida, Roland Barthes e Simone de Beauvoir, sottoscrissero una petizione indirizzata al Parlamento, chiedendo l'abrogazione di numerosi articoli di legge e la depenalizzazione di qualsiasi rapporto consensuale tra adulti e minori di quindici anni (l'età del consenso in Francia) (Pétitions françaises contre la majorité sexuelle).
Il 4 aprile 1978, Michel Foucault, lo scrittore e attore Jean Danet e lo scrittore e attivista a favore degli omosessuali Guy Hocquenghem - che avevano tutti sottoscritto la petizione del 1977 - parteciparono alla trasmissione "Dialogues" sulla radio France Culture, esponendo dettagliatamente le ragioni per le quali erano a favore dell'abolizione della legge. Le tesi dei due pensatori convergevano, in particolare, nel sottolineare come fosse in corso l'istituzione di una vera e propria "società dei pericoli", edificata sulla paura della sessualità e sulla repressione dei comportamenti considerati socialmente "devianti", in particolare attraverso la psichiatrizzazione del sistema penale, che comporta un costante monitoraggio e un controllo totalizzante e invasivo, in particolare, della sfera intima e privata dei singoli individui. Essi inoltre sottolineavano le potenzialità suggestive e manipolatorie dovute all'intervento degli psichiatri sui bambini, necessario per valutare attraverso le loro testimonianze la sussistenza di un eventuale abuso.
La rivoluzione sessuale e dei costumi degli anni '60 e '70 ha esercitato un'intensa e decisiva influenza sulle riflessioni degli esponenti del postmodernismo, del decostruzionismo e del nichilismo francese.

#### Italia
In Italia, gli atti sessuali con minorenni (sotto l'età del consenso) sono puniti (art. 609-quater c.p.), come il reato di violenza sessuale (art. 609-bis c.p.). Dalla definizione di questi divieti, si può dedurre quando sia l'età del consenso, e cioè:
- un maggiorenne può compiere atti sessuali consensuali con minori di 18 anni, solo se questi hanno compiuto 14 anni (art. 609-quater, comma 1). Se il maggiorenne è un ascendente, il genitore adottivo, o il di lui convivente, il tutore, oppure altra persona cui, per ragioni di cura, di educazione, di istruzione, di vigilanza o di custodia, il minore è affidato o che abbia, con quest'ultimo, una relazione di convivenza, allora può compiere atti sessuali solo con minorenni (sotto la corrente maggiore età) consenzienti, di 16 anni compiuti (art. 609-quater c.p., comma 1). Questi adulti, se ottengono il consenso del maggiore di 16 anni con l'abuso dei poteri connessi alla loro posizione, commettono un reato (art. 609-quater c.p., comma 2).[15] La punizione degli atti sessuali con minorenni non cancella, ma si somma alle norme sul reato d'incesto che punisce i rapporti carnali tra consanguinei (art. 564 c.p.);[16]
- i minorenni (sotto la maggiore età) possono avere rapporti consensuali a partire dal compimento dei 13 anni, purché l'altro sia un minore con una differenza massima d'età di 4 anni. (art. 609-quater c.p., comma 4).[15]

Il reato è punibile a querela della persona offesa (art. 609-septies c.p.), ma è procedibile d'ufficio nel caso in cui:
- il minore abbia meno di 10 anni;
- il fatto è connesso con un altro delitto per il quale si deve procedere d'ufficio;
- il fatto è commesso dall'ascendente, dal genitore, anche adottivo, o dal di lui convivente, dal tutore ovvero da altra persona cui il minore è affidato per ragioni di cura, di educazione, di istruzione, di vigilanza o di custodia o che abbia con esso una relazione di convivenza;
- il fatto è commesso da un pubblico ufficiale o da un incaricato di pubblico servizio nell'esercizio delle proprie funzioni.

Nel caso in cui gli atti sessuali avvengano consensualmente in cambio di denaro o altra utilità economica con un minore di 18 anni, anche se maggiore dell'età del consenso, si ha il reato di prostituzione minorile (art. 600-bis, comma 2 c.p.). Oltre a ciò, il minore di anni 18 non può validamente disporre, a scopo sessuale, della propria immagine essendogli tale possibilità preclusa dagli artt. 600-ter e 600-quater.
In merito alla possibilità di un eventuale errore relativamente all'età del minore di anni 18 l'articolo '609-sexies' del codice penale specifica che:
(articolo 609-sexies)
In merito alla produzione di materiale pornografico e spettacoli pornografici con minori (pedopornografia) occorre osservare che l'articolo 600-ter del codice penale specifica che:
- utilizzando minori di anni diciotto, realizza esibizioni o spettacoli pornografici ovvero produce materiale pornografico;
- recluta o induce minori di anni diciotto a partecipare a esibizioni o spettacoli pornografici dai quali trae profitto.

Salvo che il fatto costituisca più grave reato, chiunque assiste a esibizioni o spettacoli pornografici in cui siano coinvolti minori di anni diciotto è punito con la reclusione fino a tre anni e con la multa da euro 1.500 a euro 6.000.
Ai fini di cui al presente articolo per pornografia minorile si intende ogni rappresentazione, con qualunque mezzo, di un minore degli anni diciotto coinvolto in attività sessuali esplicite, reali o simulate, o qualunque rappresentazione degli organi sessuali di un minore di anni diciotto per scopi sessuali.»
(articolo 600-ter)
La novella legislativa del 6 febbraio 2006, sostituendo il termine "sfruttamento" con il più generico "utilizzo", ha definitivamente chiarito che devono essere considerate reato anche le riprese o fotografie "pornografiche" realizzate da soggetti consenzienti e anche laddove manchi il fine di diffusione.
La Corte di Cassazione ha chiarito che il concetto di utilizzazione comporta la degradazione del minore a oggetto di manipolazioni, non assumendo valore esimente il relativo consenso.
Proprio in relazione a questo aspetto ci si deve interrogare sulle eventuali responsabilità penali in cui incapperebbero due soggetti minori, ultraquattordicenni, che, per esibizionismo o altra ragione, decidano di riprendersi durante il compimento di atti sessuali: se avevano la capacità di intendere e volere, potrebbero essere entrambi indagati e condannati per il reato previsto e punito dall'art. 600-ter, soprattutto in caso di divulgazione del materiale stesso.

#### Nazioni di influenza tedesca

##### Schema riassuntivo
| Nazione  | Età     | Definizione                         | Età        | Definizione                           |
| -------- | ------- | ----------------------------------- | ---------- | ------------------------------------- |
| Germania | 14 anni | Sexueller Missbrauch von Kindern    | 16/18 anni | Sexueller Missbrauch von Jugendlichen |
| Austria  | 14 anni | Sexueller Missbrauch von Unmündigen | 16/18 anni | Sexueller Missbrauch von Jugendlichen |
| Svizzera | 16 anni | Sexueller Missbrauch von Kindern    |            |                                       |

##### Germania
In Germania gli autori sotto i 14 anni,  non sono perseguibili, se ambedue sono sotto i 14 anni, perché non responsabili.
Se uno dei due o ambedue sono sopra i 13 anni, ma sotto i 16 anni, chi si trova in questa fascia è perseguibile come reato commesso da minori. Se è uno dei due è maggiorenne, subisce le piene conseguenze giuridiche da maggiorenne. Se ambedue sono sopra i 15 anni, ma non maggiorenni, non si ha perseguibilità.

##### Austria
In Austria l'età del consenso è di 14 anni.

##### Svizzera
In Svizzera l'età del consenso è di 16 anni, ma nel caso in cui il partner di età maggiore non abbia raggiunto la maggiore età (18 anni) allora il partner più giovane può avere un'età minima di 15 anni.

#### Paesi Bassi
Nei Paesi Bassi, il 30 maggio 2006, l'allora sessantaduenne Ad Van Den Berg, insieme a Marthijn Uittenbogaard e a Norbert De Jonge, fondò un partito chiamato Partij voor Naastenliefde, Vrijheid & Diversiteit, PNVD (in italiano: "Partito dell'Amore Fraterno, della Libertà e della Diversità"). Tra gli obiettivi dichiarati del partito vi era anche quello di riportare a 12 anni l'età del consenso (innalzata a 16 anni con la legge del 13 luglio 2002), dicendo che gli adolescenti devono avere la libertà di scelta in campo sessuale. Il partito è stato attivo fino al 14 marzo 2010, quando fu deciso di scioglierlo.